# Géants du Web
Les expressions « géants du Web », ou parfois « géants du numérique » ou "géants de la tech", désignent la quinzaine d'acteurs d'Internet d'envergure mondiale, dont (par ordre alphabétique) : Airbnb, Alibaba Group, Alphabet, Amazon, Apple, Booking.com[réf. nécessaire], LinkedIn, Meta, Microsoft, Netflix, Twitter, Uber, Yahoo!, etc.
Ces multinationales partagent comme caractéristiques :
- d'avoir créé de volumineuses bases de données d'utilisateurs et, par conséquent, de produire un chiffre d'affaires considérable ;
- de rénover les applications de l'informatique en réseau, ouvertes vers le grand public sur le World Wide Web, par leur capacité d'innovation.

## Regroupements et acronymes
- GAFA / GAFAM : l'acronyme GAFAM (apparu au milieu des années 2000 sous la forme GAFA) est un acronyme formé par l'initiale des cinq entreprises Google, Apple, Facebook , Amazon et Microsoft[2].
- FAANG : lorsqu'il s'agit de regrouper les géants américains qui agissent comme une plateforme de contenu média, on préfère l'acronyme FAANG, pour Facebook, Amazon, Apple, Netflix et Google[réf. nécessaire].
- NATU : l'acronyme NATU (pour Netflix, Airbnb, Tesla et Uber) permet de regrouper les géants américains qui ont cassé un modèle économique préexistant sur un segment de marché.
- BHATX : pour regrouper les géants de l'Internet chinois, on utilise BHATX, pour Baidu, Huawei, Alibaba Group, Tencent et Xiaomi.
- YVMOR : Pour la Russie, les géants incluent Yandex, VKontakte, Mail.ru, Odnoklassniki et Rambler.

## Gigantisme
La principale caractéristique des « géants du Web » est leur envergure internationale en termes d'utilisateurs et de stockage des données.

### Nombre d'utilisateurs
Le nombre d'utilisateurs atteint dans la deuxième moitié des années 2010
- 2,45 milliards pour Facebook, soit plus d'un humain sur quatre[3] ;
- 1,5 milliard pour Gmail[4] ;
- 500 millions pour Twitter[5] ;
- 301 millions pour Yahoo! Mail[6] ;
- 590 millions pour LinkedIn[7] ;
- Plus de 100 millions d'abonnés au service Amazon Prime[8].

### Volume de demandes
Le flux de demandes s'établit à :
- 400 millions de messages quotidiens pour Twitter[9] ;
- plus de 18 milliards de requêtes par mois aux États-Unis pour Google[10] ;
- 92 millions de visites par jour pour Pornhub[11] ou 33 milliards par an.

### Capacités de stockage
Le gigantisme s'établit aussi par la capacité de stockage de ces acteurs. Pour exemple, Google stocke un volume considérable de vidéos sur YouTube, de livres numérisés dans Google Play ou de courriels avec Gmail. Facebook héberge quant à lui plus de 71 milliards de photos.

## Innovations
De par leur envergure, les « géants du Web » ont réinventé les applications de l'informatique en réseau ouvertes vers le grand public:
- Google a mis au point en 2004 le traitement distribué MapReduce, diffusé en 2007 le système d'exploitation mobile Android et entreprend aujourd'hui de numériser tous les livres imprimés ;
- Facebook propose un espace illimité pour stocker des photos, innove dans les relations interpersonnelles par les réseaux sociaux ;
- Amazon commercialise des liseuses ;
- Amazon, Facebook et LinkedIn ont créé de nouvelles bases de données nommées NoSQL car elles remettent en cause les principes de Structured Query Language :
  - DynamoDB pour Amazon ;
  - Cassandra pour Facebook ;
  - Voldemort pour LinkedIn.
- Gmail connaît des évolutions au moins chaque mois[13].

## Critiques

### Complexe numérico-industriel
Leur puissance, ou leur caractère incontournable fait parfois parler de « complexe numérico-industriel », par analogie au Complexe militaro-industriel ou au Complexe médicalo–industriel (en), depuis les révélations d'Edward Snowden.

### Fiscalité et contributions
Les Géants du Web américains sont accusés par certains États européens de ne pas contribuer suffisamment à leur budget sous forme d'impôt sur les sociétés alors qu'une partie importante de leur activité est réalisée sur leur territoire. C'est pour cela que Bruno Le Maire, ministre de l'économie français, a décidé de créer en 2019 la taxe GAFA qui frappera directement les sources de revenu des grandes sociétés du numérique ayant des activités en France,.
De même, les pouvoirs publics souhaitent que les opérateurs télécoms, sur les marchés où ils sont présents, contribuent davantage aux financements des infrastructures de télécommunication dans le cadre du Fair Share en discussion dans l'Union Européenne, arguant de la part massive du trafic Internet qu'ils génèrent qui est acheminé sur ces infrastructures.

### Droits humains
En 2019, après une enquête de la BBC, les Géants du Web sont accusés de faciliter, via leurs applications notamment Instagram, les marchés illégaux d’esclaves, notamment au Koweït, où les domestiques venues d’Afrique sont nombreuses,.

### Articles Connexes
- Redécentralisation d'Internet
- Concentration d'un marché
- Position dominante
- GAFAM
- KHOLC
- BATX